# Colegio bíblico
Los colegios bíblicos (a veces llamados institutos bíblicos o seminario teológico) son instituciones cristianas protestantes o evangélicas de educación superior, que preparan a los estudiantes para el ministerio cristiano y les ofrecen una educación teológica, estudios bíblicos, y una capacitación ministerial práctica. 

## Historia

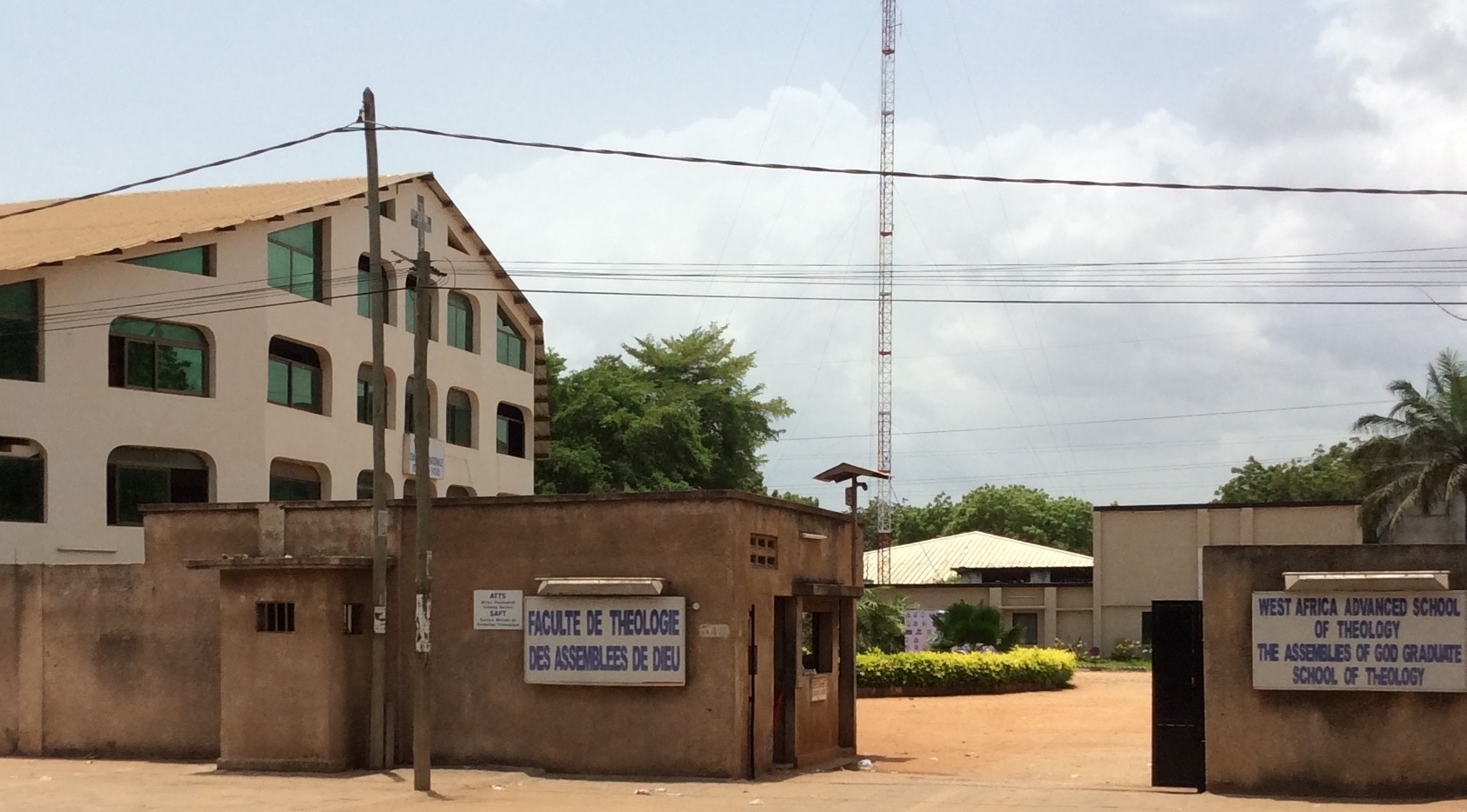
Facultad de Teología de las Asambleas de Dios, en Lomé, en Togo, 2018

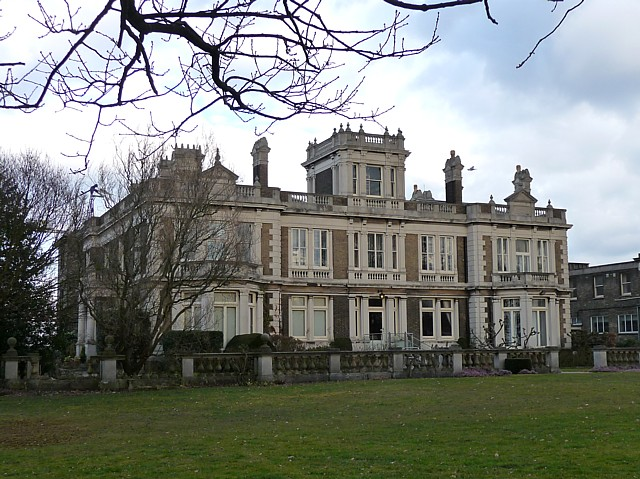
Colegio Spurgeon en Londres, en Reino Unido, 2010

El entrenamiento teológico se originó en el libro de Hechos de los Apóstoles, donde se dice que Pablo de Tarso entrenó a creyentes para ministerio en una escuela de Éfeso por dos años.
Los colegios bíblicos se diferencia de otras instituciones teológicas en su perspectiva  misionera. En Europa, las primeras escuelas que podrían clasificarse en esta categoría son el Seminario Teológico St. Chrischona (afiliado a Chrischona Internacional) fundado en 1840 por Christian Friedrich Spittler en Bettingen, Suiza y el y Colegio de Pastores (afiliado a la Unión Bautista de Gran Bretaña) establecido en 1856 por el pastor bautista Charles Spurgeon en Londres en Reino Unido.
En Norteamérica, el primer instituto teológico, el "Missionary Training Institute" (afiliado a la Unión Mundial de la Alianza) fue fundado en 1882 por el pastor canadiense Albert Benjamin Simpson en Nyack, cerca de Nuevo York en los Estados Unidos. El segundo, el "Instituto Bíblico de Chicago" fue establecido en 1887 por el evangelista Dwight L. Moody en Chicago en los Estados Unidos.
En 1995, un campus del Seminario Teológico Bautista de Nueva Orleans en los Estados Unidos se estableció en la Penitenciaría Estatal de Luisiana siguiendo una invitación del director de la prisión, Burl Cain. La escuela ha contribuido a una reducción significativa en la tasa de violencia en la prisión. En 2016, Cain fundó Prison Seminaries Foundation, una organización que tiene varios seminarios miembros en prisiones estadounidenses.

## Programas
Los programas en teología evangélica se ofrecen por un período de un año para obtener un certificado, a cuatro años para obtener una licenciatura o a maestría.
Los programas varían de una universidad a otra. En general, los temas principales que se enseñan son teología evangélica, teología práctica, historia del cristianismo, administración, alabanza, etc.
Muchos institutos ofrecen capacitación por correspondencia o por internet.

## Acreditación
El Consejo Internacional para la Educación Teológica Evangélica fue fundada en 1980 por la Comisión Teológica de la Alianza Evangélica Mundial. En 2015, tendría 1000 escuelas miembros en 113 países.